# Hamza Yerlikaya
Hamza Yerlikaya, född den 6 juni 1976 i Istanbul, Turkiet, är en turkisk brottare som tog OS-guld i mellanviktsbrottning i den grekisk-romerska klassen 1996 i Atlanta och därefter OS-guld i samma viktklass på nytt 2000 i Sydney.  